# Eisschnelllauf-Mehrkampfweltmeisterschaft 2014

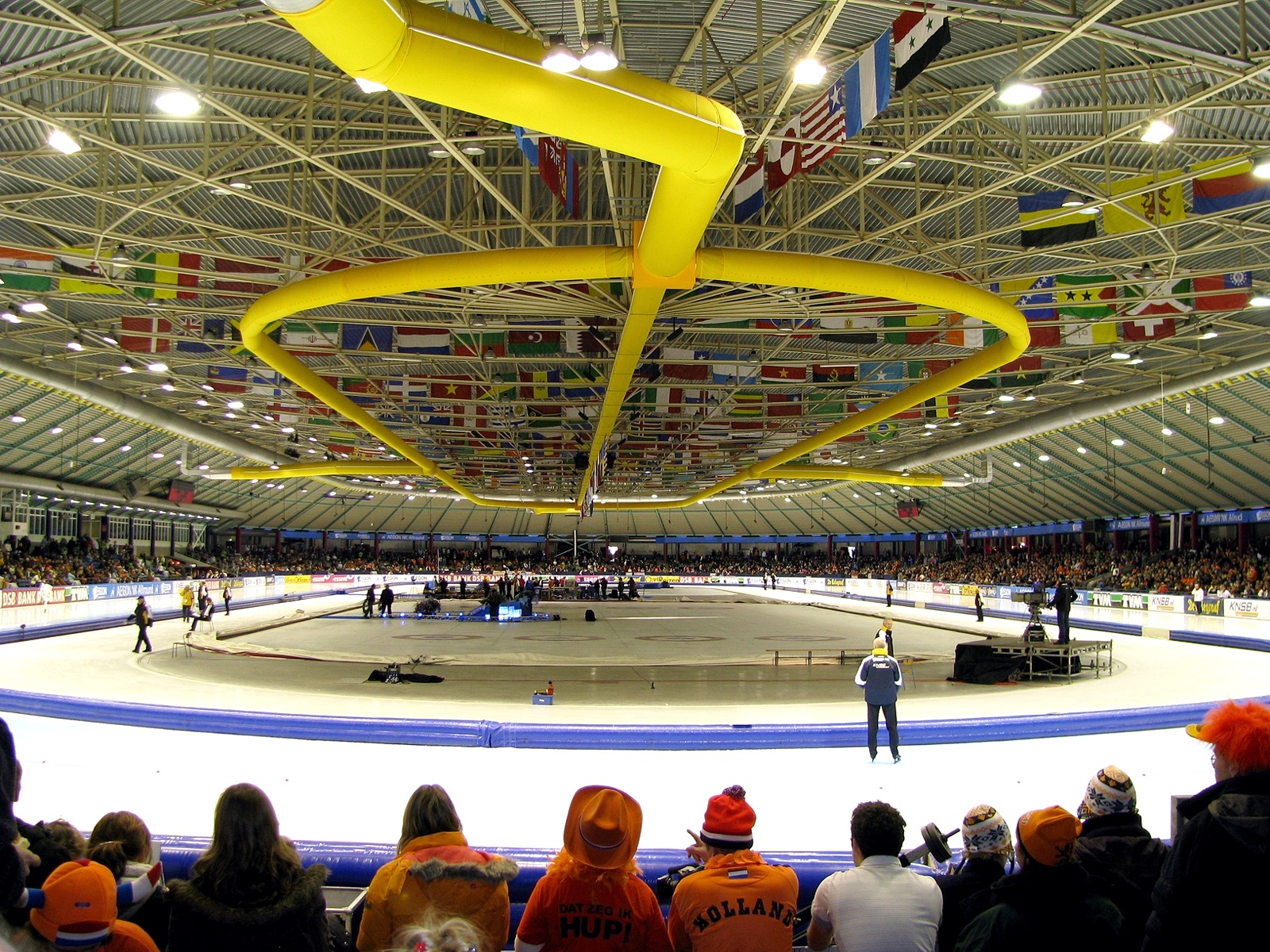
Der Austragungsort: die Thialf-Arena

Die 108. Mehrkampfweltmeisterschaft (72. der Frauen) fand vom 22. bis 23. März 2014 im niederländischen Heerenveen statt. Die Wettbewerbe wurden in der Thialf-Arena ausgetragen.
Bei den Frauen siegte zum fünften Mal die Niederländerin Ireen Wüst. Ihr Landsmann Koen Verweij gewann den Titel bei den Männern.

## Teilnehmende Nationen
- 46 Athleten, 22 Frauen[1] und 24 Männer[2], nahmen an der Weltmeisterschaft teil. Insgesamt waren 14 Nationen vertreten.

| Teilnehmende Nationen (Frauen/Männer)     | Teilnehmende Nationen (Frauen/Männer)  | Teilnehmende Nationen (Frauen/Männer) | Teilnehmende Nationen (Frauen/Männer) |
| ----------------------------------------- | -------------------------------------- | ------------------------------------- | ------------------------------------- |
| Belgien Volksrepublik China Italien Japan | Kanada Kasachstan Lettland Niederlande | Norwegen Österreich Polen Russland    | Schweden Vereinigte Staaten           |

## Wettbewerb
Bei der Mehrkampfweltmeisterschaft geht es über jeweils vier Distanzen. Die Frauen laufen 500, 3000, 1500 und 5000 Meter und die Männer 500, 5000, 1500 und 10.000 Meter. Jede gelaufene Einzelstreckenzeit wird in Sekunden auf 500 m heruntergerechnet und addiert. Die Summe ergibt die Gesamtpunktzahl. Zur letzten Distanz (5000 m Frauen/10.000 m Männer) treten nur noch acht Teilnehmer an. Zugelassen werden Athleten, die sowohl in der Gesamtwertung nach drei Strecken als auch über die zweitlängste Distanz (3000 m Frauen/5000 m Männer) unter den besten 12 liegen und zusätzlich die bestplatzierten Athleten in der Gesamtwertung oder in der Einzelwertung über die zweitlängste Distanz. Meister wird, wer nach vier Strecken die niedrigste Gesamtpunktzahl erlaufen hat.

### Frauen

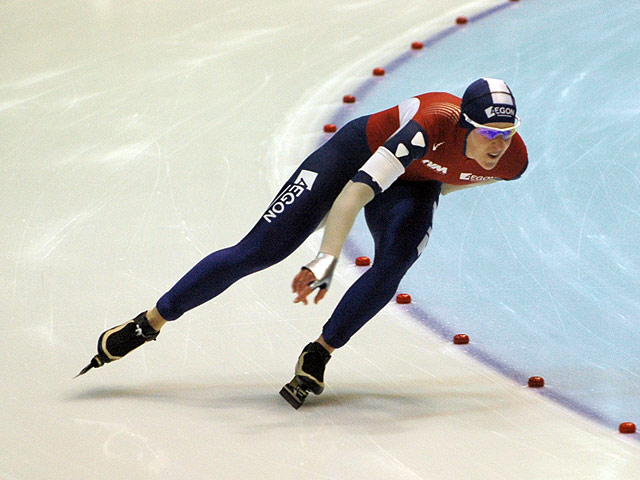
Mehrkampf-Weltmeisterin Ireen Wüst

#### Endstand Kleiner-Vierkampf
- Zeigt die acht erfolgreichsten Sportlerinnen der Mehrkampf-WM (Finalteilnahme über 5000 Meter)
- Die Zahl in Klammern gibt die Platzierung je Einzelstrecke an, fett gedruckt die jeweils Schnellste.

| Rang | Name                     | 500 Meter    | Pkt.   | 3000 Meter       | Pkt.   | 1500 Meter       | Pkt.   | 5000 Meter      | Pkt.   | Gesamt- Punkte |
| ---- | ------------------------ | ------------ | ------ | ---------------- | ------ | ---------------- | ------ | --------------- | ------ | -------------- |
| 1    | Ireen Wüst               | 38,86 s (1)  | 38,860 | 3:58,83 min (1)  | 39,805 | 1:54,13 min (1)  | 380,43 | 6:59,07 min (2) | 41,907 | 158,615        |
| 2    | Olga Graf                | 39,84 s (12) | 39,840 | 4:05,51 min (3)  | 40,918 | 1:55,67 min (2)  | 38,556 | 7:00,01 min (3) | 42,001 | 161,315        |
| 3    | Yvonne Nauta             | 41,09 s (19) | 41,090 | 4:05,51 min (2)  | 40,533 | 1:57,32 min (5)  | 39,106 | 6:57,59 min (1) | 41,759 | 162,488        |
| 4    | Julija Skokowa           | 39,00 s (2)  | 39,000 | 4:08,60 min (6)  | 41,433 | 1:55,99 min (3)  | 38,663 | 7:18,50 min (6) | 43,850 | 162,946        |
| 5    | Diane Valkenburg         | 40,00 s (15) | 40,000 | 4:05,89 min (4)  | 40,981 | 1:58,45 min (9)  | 39,483 | 7:08,11 min (4) | 42,811 | 163,275        |
| 6    | Irene Schouten           | 39,73 s (10) | 39,730 | 4:07,08 min (5)  | 41,180 | 1:59,49 min (11) | 39,830 | 7:11,56 min (5) | 43,156 | 163,896        |
| 7    | Katarzyna Bachleda-Curuś | 39,55 s (5)  | 39,550 | 4:07,75 min (7)  | 41,458 | 1:57,73 min (6)  | 39,243 | 7:19,97 min (7) | 43,997 | 164,248        |
| 8    | Natalia Czerwonka        | 39,69 s (8)  | 39,690 | 4:11,26 min (10) | 41,876 | 1:56,91 min (4)  | 38,970 | 7:26,98 min (8) | 44,698 | 165,234        |

#### 500 Meter
| Platz | Name                     | Land                | Zeit    | Punkte |
| ----- | ------------------------ | ------------------- | ------- | ------ |
| 01    | Ireen Wüst               | Niederlande         | 38,86 s | 38,600 |
| 02    | Julija Skokowa           | Russland            | 39,00 s | 39,000 |
| 03    | Jekaterina Schichowa     | Russland            | 39,13 s | 39,130 |
| 04    | Kali Christ              | Kanada              | 39,37 s | 39,370 |
| 05    | Katarzyna Bachleda-Curuś | Polen               | 39,55 s | 39,550 |
| 06    | Jing Liu                 | Volksrepublik China | 39,57 s | 39,570 |
| 07    | Miho Takagi              | Japan               | 39,68 s | 39,680 |
| 08    | Natalia Czerwonka        | Polen               | 39,69 s | 39,690 |
| 09    | Shannon Rempel           | Kanada              | 39,71 s | 39,710 |
| 10    | Irene Schouten           | Niederlande         | 39,73 s | 39,730 |

#### 3000 Meter
| Platz | Name                     | Land        | Zeit        | Punkte |
| ----- | ------------------------ | ----------- | ----------- | ------ |
| 01    | Ireen Wüst               | Niederlande | 3:58,83 min | 39,805 |
| 02    | Yvonne Nauta             | Niederlande | 4:03,20 min | 40,533 |
| 03    | Olga Graf                | Russland    | 4:05,51 min | 40,918 |
| 04    | Diane Valkenburg         | Niederlande | 4:05,89 min | 40,981 |
| 05    | Irene Schouten           | Niederlande | 4:07,08 min | 41,180 |
| 06    | Julija Skokowa           | Russland    | 4:08,60 min | 41,433 |
| 07    | Katarzyna Bachleda-Curuś | Polen       | 4:08,75 min | 41,458 |
| 08    | Luiza Złotkowska         | Polen       | 4:09,34 min | 41,556 |
| 09    | Jelena Peeters           | Belgien     | 4:10,67 min | 41,778 |
| 10    | Natalia Czerwonka        | Polen       | 4:11,26 min | 41,876 |

#### 1500 Meter
| Platz | Name                     | Land        | Zeit        | Punkte |
| ----- | ------------------------ | ----------- | ----------- | ------ |
| 01    | Ireen Wüst               | Niederlande | 1:54,13 min | 38,043 |
| 02    | Olga Graf                | Russland    | 1:55,67 min | 38,556 |
| 03    | Julija Skokowa           | Russland    | 1:55,99 min | 38,663 |
| 04    | Natalia Czerwonka        | Polen       | 1:56,91 min | 38,970 |
| 05    | Yvonne Nauta             | Niederlande | 1:57,32 min | 39,106 |
| 06    | Katarzyna Bachleda-Curuś | Polen       | 1:57,73 min | 39,243 |
| 07    | Luiza Złotkowska         | Polen       | 1:57,88 min | 39,293 |
| 08    | Kali Christ              | Kanada      | 1:58,36 min | 39,453 |
| 09    | Diane Valkenburg         | Niederlande | 1:58,45 min | 39,483 |
| 10    | Jekaterina Schichowa     | Russland    | 1:58,96 min | 39,653 |

#### 5000 Meter
| Platz | Name                     | Land        | Zeit        | Punkte |
| ----- | ------------------------ | ----------- | ----------- | ------ |
| 01    | Yvonne Nauta             | Niederlande | 6:57,59 min | 41,759 |
| 02    | Ireen Wüst               | Niederlande | 6:59,07 min | 41,907 |
| 03    | Olga Graf                | Russland    | 7:00,01 min | 42,001 |
| 04    | Diane Valkenburg         | Niederlande | 7:08,11 min | 42,811 |
| 05    | Irene Schouten           | Niederlande | 7:11,56 min | 43,156 |
| 06    | Julija Skokowa           | Russland    | 7:18,50 min | 43,850 |
| 07    | Katarzyna Bachleda-Curuś | Polen       | 7:19,97 min | 43,997 |
| 08    | Natalia Czerwonka        | Polen       | 7:26,98 min | 44,698 |

### Männer

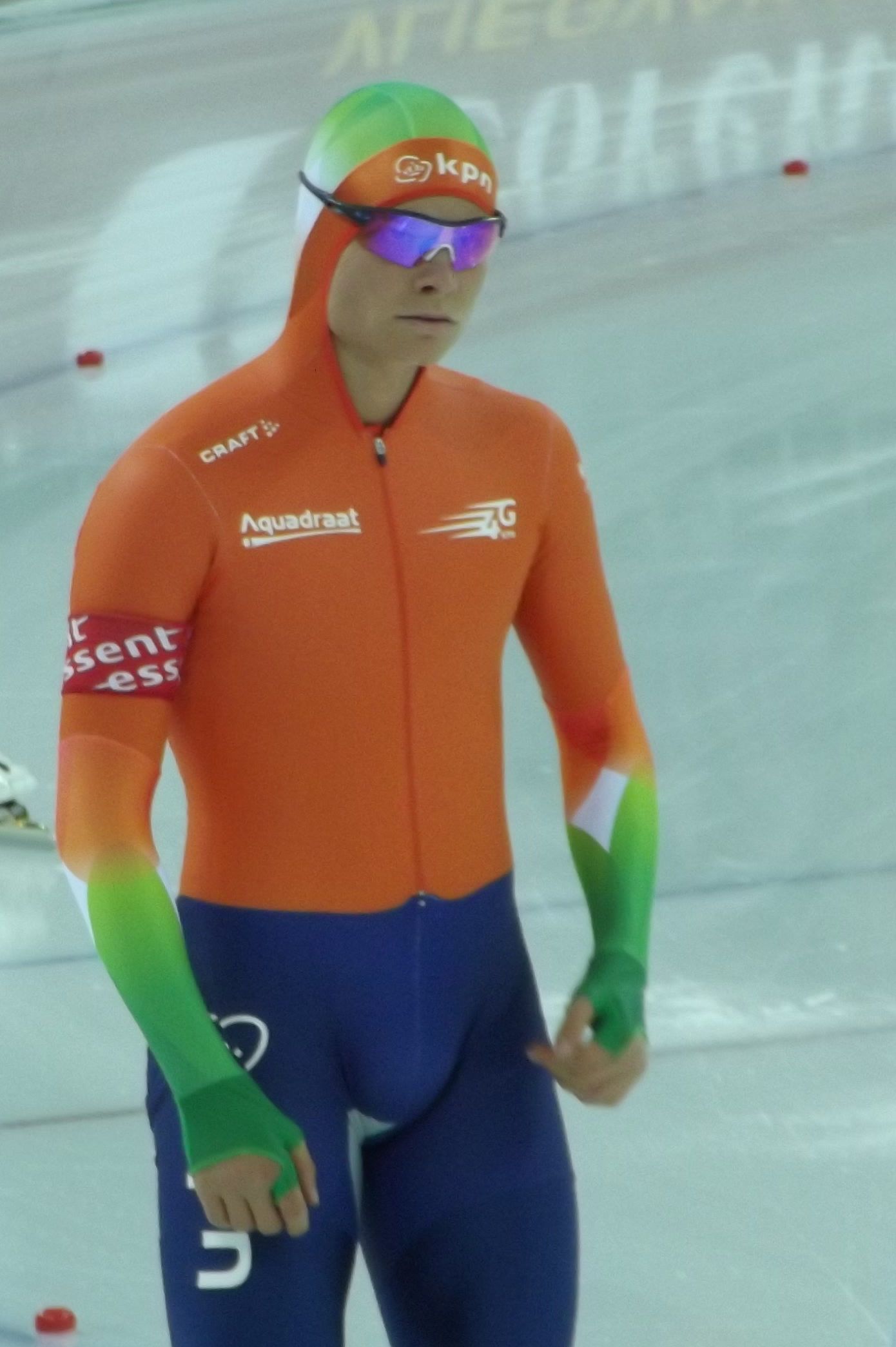
Mehrkampf-Weltmeister Koen Verweij

#### Endstand Großer-Vierkampf
- Zeigt die acht erfolgreichsten Sportler der Mehrkampf-WM (Finalteilnahme über 10.000 Meter)
- Die Zahl in Klammern gibt die Platzierung je Einzelstrecke an, fett gedruckt der jeweils Schnellste.

| Rang | Name                  | 500 Meter    | Pkt.   | 5000 Meter       | Pkt.   | 1500 Meter      | Pkt.   | 10.000 Meter     | Pkt.   | Gesamt- Punkte |
| ---- | --------------------- | ------------ | ------ | ---------------- | ------ | --------------- | ------ | ---------------- | ------ | -------------- |
| 1    | Koen Verweij          | 35,95 s (2)  | 35,950 | 6:19,69 min (2)  | 37,969 | 1:46,47 min (2) | 35,490 | 13:19,12 min (3) | 39,956 | 149,365        |
| 2    | Jan Blokhuijsen       | 36,41 s (7)  | 36,410 | 6:17,78 min (1)  | 37,778 | 1:47,15 min (6) | 35,716 | 13:13,93 min (1) | 39,696 | 149,600        |
| 3    | Denis Juskow          | 36,75 s (11) | 36,750 | 6:20,15 min (3)  | 38,015 | 1:46,12 min (1) | 35,373 | 13:17,84 min (2) | 39,892 | 150,030        |
| 4    | Sverre Lunde Pedersen | 36,72 s (10) | 36,720 | 6:23,72 min (5)  | 38,372 | 1:46,86 min (4) | 35,620 | 13:30,10 min (5) | 40,505 | 151,217        |
| 5    | Bart Swings           | 36,88 s (12) | 36,880 | 6:26,78 min (7)  | 38,678 | 1:46,47 min (2) | 35,490 | 13:29,42 min (4) | 40,471 | 151,519        |
| 6    | Håvard Bøkko          | 35,95 s (2)  | 35,950 | 6:26,14 min (6)  | 38,614 | 1:48,01 min (9) | 36,003 | 13:40,88 min (7) | 41,044 | 151,611        |
| 7    | Renz Rotteveel        | 36,92 s (13) | 36,920 | 6:22,39 min (4)  | 38,239 | 1:46,94 min (5) | 35,646 | 13:36,52 min (6) | 40,826 | 151,631        |
| 8    | Konrad Niedźwiedzki   | 35,91 s (1)  | 35,910 | 6:36,11 min (15) | 39,611 | 1:47,31 min (7) | 35,770 | 14:10,58 min (8) | 42,529 | 153,820        |

#### 500 Meter
| Platz | Name                  | Land                | Zeit    | Punkte |
| ----- | --------------------- | ------------------- | ------- | ------ |
| 01    | Konrad Niedźwiedzki   | Polen               | 35,91 s | 35,910 |
| 02    | Håvard Bøkko          | Norwegen            | 35,95 s | 35,950 |
| 02    | Koen Verweij          | Niederlande         | 35,95 s | 35,950 |
| 04    | Sun Longjiang         | Volksrepublik China | 36,17 s | 36,170 |
| 05    | Fan Yang              | Volksrepublik China | 36,34 s | 36,340 |
| 05    | Koen Verweij          | Niederlande         | 36,34 s | 36,340 |
| 07    | Jan Blokhuijsen       | Niederlande         | 36,41 s | 36,410 |
| 08    | Jan Szymański         | Polen               | 36,42 s | 36,420 |
| 09    | Haralds Silovs        | Lettland            | 36,61 s | 36,610 |
| 10    | Sverre Lunde Pedersen | Norwegen            | 36,72 s | 36,720 |

#### 5000 Meter
| Platz | Name                  | Land        | Zeit        | Punkte |
| ----- | --------------------- | ----------- | ----------- | ------ |
| 01    | Jan Blokhuijsen       | Niederlande | 6:17,78 min | 37,778 |
| 02    | Koen Verweij          | Niederlande | 6:19,69 min | 37,969 |
| 03    | Denis Juskow          | Russland    | 6:20,15 min | 38,015 |
| 04    | Renz Rotteveel        | Niederlande | 6:22,39 min | 38,239 |
| 05    | Sverre Lunde Pedersen | Norwegen    | 6:23,72 min | 38,372 |
| 06    | Håvard Bøkko          | Norwegen    | 6:26,14 min | 38,614 |
| 07    | Bart Swings           | Belgien     | 6:26,78 min | 38,678 |
| 08    | Wouter Olde Heuvel    | Niederlande | 6:28,59 min | 38,859 |
| 09    | Nils van der Poel     | Schweden    | 6:28,68 min | 38,868 |
| 10    | Dmitry Babenko        | Kasachstan  | 6:30,11 min | 39,011 |

#### 1500 Meter
| Platz | Name                  | Land        | Zeit        | Punkte |
| ----- | --------------------- | ----------- | ----------- | ------ |
| 01    | Denis Juskow          | Russland    | 1:46,12 min | 35,373 |
| 02    | Koen Verweij          | Niederlande | 1:46,47 min | 35,490 |
| 02    | Bart Swings           | Belgien     | 1:46,47 min | 35,490 |
| 04    | Sverre Lunde Pedersen | Norwegen    | 1:46,86 min | 35,620 |
| 05    | Renz Rotteveel        | Niederlande | 1:46,94 min | 35,646 |
| 06    | Jan Blokhuijsen       | Niederlande | 1:47,15 min | 35,716 |
| 07    | Konrad Niedźwiedzki   | Polen       | 1:47,31 min | 35,770 |
| 08    | Jan Szymański         | Polen       | 1:47,74 min | 35,913 |
| 09    | Håvard Bøkko          | Norwegen    | 1:48,01 min | 36,003 |
| 10    | Haralds Silovs        | Lettland    | 1:48,05 min | 36,016 |

#### 10.000 Meter
| Platz | Name                  | Land        | Zeit         | Punkte |
| ----- | --------------------- | ----------- | ------------ | ------ |
| 01    | Jan Blokhuijsen       | Niederlande | 13:13,93 min | 39,696 |
| 02    | Denis Juskow          | Russland    | 13:17,84 min | 39,892 |
| 03    | Koen Verweij          | Niederlande | 13:19,12 min | 19,956 |
| 04    | Bart Swings           | Belgien     | 13:29,42 min | 40,471 |
| 05    | Sverre Lunde Pedersen | Norwegen    | 13:30,10 min | 40,505 |
| 06    | Renz Rotteveel        | Niederlande | 13:36,52 min | 41,044 |
| 07    | Håvard Bøkko          | Norwegen    | 13:40,88 min | 41,044 |
| 08    | Konrad Niedźwiedzki   | Polen       | 14:10,58 min | 42,529 |